# Carl Hahn (1894–1961)
Carl Hahn Senior, född 4 mars 1894 i Gratzen (nuvarande Nové Hrady), Böhmen, död 5 juni 1961 i Knokke-Heist, Belgien, var en tysk företagsledare och bilbyggare.
Hahns karriär inom bilindustrin startade när han blev personlig assistent till Jørgen Skafte Rasmussen och försäljningschef på Zschopauer Maschinenfabrik J. S. Rasmussen med motorcykelmärket DKW. Hahn var tillsammans med Richard Bruhn en av initiativtagarna till bildandet av Auto Union 1932. I det nya bolaget blev Hahn försäljningschef. 
Carl Hahn grundade även tampongtillverkaren OB.
Far till Volkswagen-chefen Carl Hahn.